# Клюшин, Владислав Дмитриевич
Владислав Клюшин (родился в 1980 году) — российский бизнесмен, основатель и генеральный директор M-13, российской компании, предлагающей услуги по мониторингу СМИ и кибербезопасности. В марте 2021 года он был арестован по прибытии в Швейцарию по ордеру Министерства юстиции США, обвинявшему его в инсайдерской торговле с использованием конфиденциальных данных, украденных у американских компаний. Столкнувшись с угрозой экстрадиции в США, адвокат Клюшина утверждал, что обвинение в инсайдерской торговле было сфабриковано как «предлог», чтобы отправить его в США, где на него будут давить, чтобы получить информацию об операции российского правительства «Fancy Bear», которая была направлена на то, чтобы повлиять на президентские выборы в США в 2016 году . Он был экстрадирован в США 19 декабря 2021 года. 
Клюшин был признан виновным федеральным жюри присяжных по обвинению в сговоре, мошенничестве с использованием электронных средств связи и мошенничестве с ценными бумагами 14 февраля 2023 года.
Клюшин был освобожден в результате обмена 26 заключенными 1 августа 2024 года.